# Green Office
Een Green Office (Nederlands: "groen kantoor"), soms ook actief onder alternatieve namen zoals Sustainability Office, Sustainability Hub of Sustainable Development Goals Corner, is een afdeling van een universiteit of hogeschool met het doel om deze te verduurzamen. Het personeel bestaat uit een mix van studenten en medewerkers van de instelling. Een Green Office zorgt enerzijds voor aandacht voor duurzaamheid in het onderwijs, onderzoek en de bedrijfsvoering, en anderzijds voor het betrekken van de universitaire gemeenschap bij duurzaamheidsthema's. Het eerste Green Office werd in 2010 opgericht aan de Nederlandse Universiteit Maastricht.

## Activiteiten
Green Offices zijn onder meer betrokken bij het begeleiden van studenten bij het kiezen voor duurzame carrières, het opzetten van een duurzaamheidsnetwerk voor medewerkers, duurzame mobiliteit, en een duurzaam onderwijsaanbod. Ook zijn Green Offices betrokken bij duurzaamheidsbeleid: het Green Office van de Universiteit Leiden is bijvoorbeeld initiatiefnemer en mede-ontwikkelaar van de universitaire duurzaamheidsvisie voor 2030.

## Nederland
In Nederland zijn een aantal Green Offices samengebracht onder de noemer Studenten voor Morgen. 
- Green Office VHL Leeuwarden
- Green Office VHL Velp
- Green Office UU
- Green Office VU
- Leiden University Green Office
- Erasmus Sustainability Hub
- Green Office Maastricht
- Green Office Radboud Nijmegen
- HAN Green Office
- Green Office Groningen
- Green Office Wageningen
- Green Office HU
- Green Office UvA
- GreenTU Delft
- Green Office Avans
- Green Office TU Eindhoven
- HZ Green Office
- Green Office Open Universiteit

Verder zijn er ook onder andere een Green Office bij de gemeente Amsterdam, om de gemeentelijke organisatie te verduurzamen. Daarnaast heeft Scalda sinds 2017 het eerste Green Office van het middelbaar beroepsonderwijs.

## België
In België zijn een aantal Green Offices samengebracht onder de noemer Green Office Network Flanders.
- Green Office KU Leuven
- Green Office Hogeschool PXL
- Green Office UAntwerpen
- Green Office UGent
- Green Office UHasselt
- Green Office VUB
- SDG Corner Artevelde
- VKI Green Office
- Green Office ULiège
- Green Office VIVES
- KdG Green Office
- Sustainability Office HOGENT
- Student Green Office ULB
- Green Office UC Louvain
- Green Office UMons
- Green Office Alma

## Elders
Tot de overkoepelende organisatie Green Office Movement behoren, naast Belgische en Nederlandse, ook Green Offices uit Duitsland, Oostenrijk, Noorwegen en het Verenigd Koninkrijk. Verder zijn er verspreid over de wereld nog tal van organisaties die zichzelf Green Office noemen.